# Landtag des Freistaates Mecklenburg-Schwerin
Der Landtag des Freistaates Mecklenburg-Schwerin ist ein historisches Parlament. Er bestand von 1919 bis 1933 und war die Legislative des Freistaates Mecklenburg-Schwerin.

## Rechtsgrundlage und Aufbau
Rechtsgrundlage für die Wahl des Landtags war das Landeswahlgesetz vom 17. Mai 1920. Gemäß dem vierten Abschnitt der Verfassung des Freistaates Mecklenburg-Schwerin vom 17. Mai 1920 wurde der Landtag nach dem Grundsatz der Verhältniswahl für eine Dauer der Wahlperiode von drei Jahren gewählt. Die Zahl der Abgeordneten schwankte, musste aber immer mindestens 50 betragen. Das Mindestalter für das aktive und passive Wahlrecht war 21 Jahre.
Seine Aufgaben waren die Gesetzgebung, die Wahl der Minister und des Ministerpräsidenten, die Überwachung der gesamten Staatsverwaltung, die Wahrnehmung des Budgetrechtes, sowie gegebenenfalls der Ministeranklage.

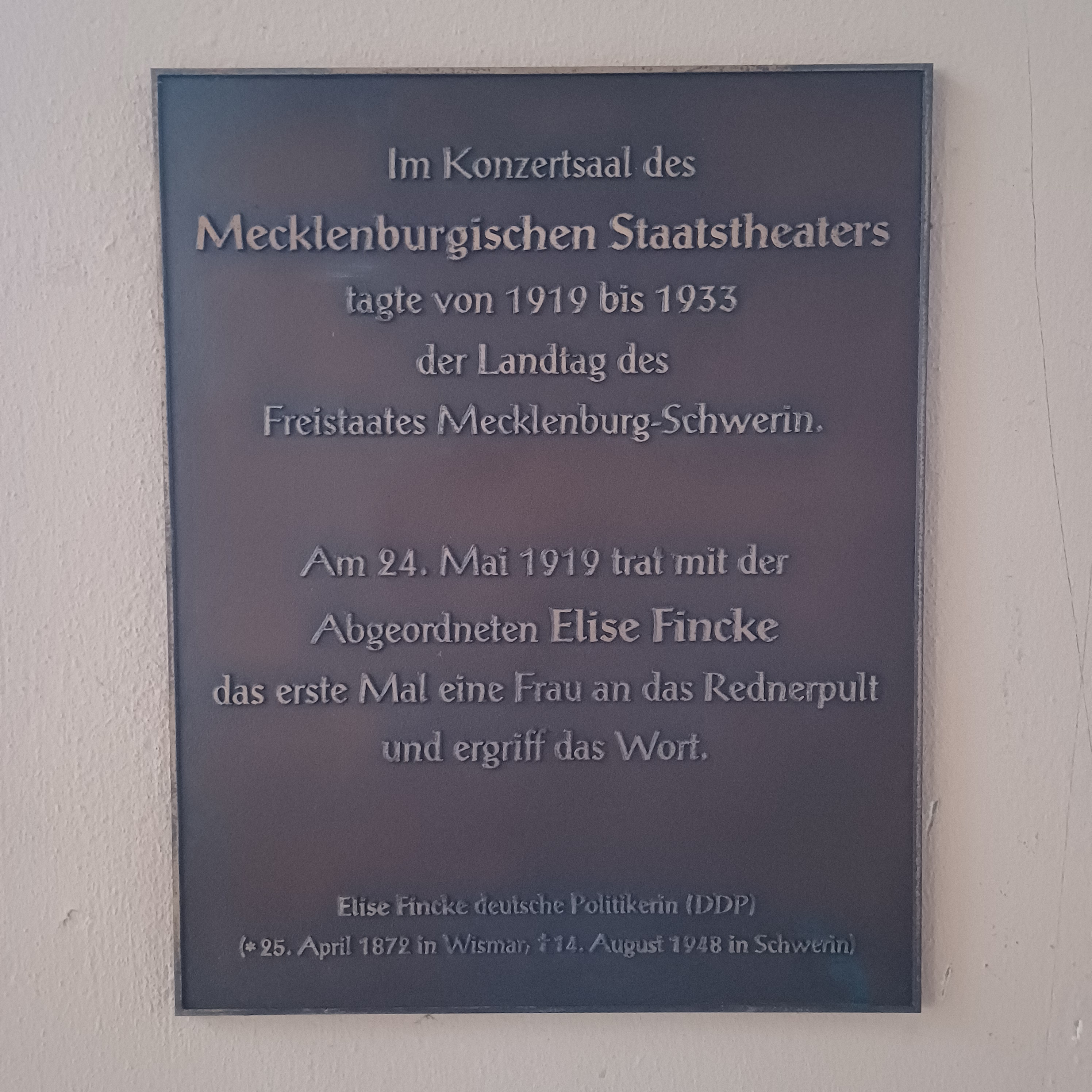
Informationstafel am Großen Haus des Mecklenburgischen Staatstheaters Schwerin

Als Sitzungssaal wurde der Konzertsaal des Hoftheaters hergerichtet, das heutige Konzertfoyer im Gebäude des Mecklenburgischen Staatstheaters Schwerin.
Nachdem die Landesparlamente der beiden Freistaaten Mecklenburg-Strelitz und Mecklenburg-Schwerin unter nationalsozialistischem Druck auf einer gemeinsamen Sitzung in Rostock im Oktober 1933 die Wiedervereinigung Mecklenburgs beschlossen und mit Wirkung ab 1. Januar 1934 vollzogen hatten, wurde das Landesparlament des Landes Mecklenburg mit dem Gesetz über den Neuaufbau des Reichs vom 30. Januar 1934 aufgelöst.
Nach dem Zweiten Weltkrieg wurde das Land Mecklenburg-Vorpommern errichtet (der Zusatz-Vorpommern wurde 1947 gestrichen). Dessen Landtag bestand bis zur Auflösung der Länder in der DDR.

## Landtagswahlen

### Wahl zur Verfassunggebenden Versammlung 1919
Am 26. Januar 1919 erfolgte die Wahl zur Verfassunggebenden Versammlung.
| Landtagswahl 1919          | Landtagswahl 1919 | Landtagswahl 1919 | Landtagswahl 1919   |
| Partei                     | Stimmanteil in %  | Sitze             | Veränderung (Sitze) |
| -------------------------- | ----------------- | ----------------- | ------------------- |
| SPD                        | 47,89 %           | 32 Sitze          |                     |
| DDP                        | 27,25 %           | 17 Sitze          |                     |
| DNVP                       | 13,11 %           | 10 Sitze          |                     |
| Mecklenburgischer Dorfbund | 5,10 %            | 2 Sitze           |                     |
| DVP                        | 4,33 %            | 2 Sitze           |                     |
| Wirtschaftspartei          | 2,31 %            | 1 Sitz            |                     |

An 100 % fehlende Stimmen = nicht im Landtag vertretene Wahlvorschläge
Liste der Mitglieder des Landtages (Freistaat Mecklenburg-Schwerin) (Verfassunggebende Versammlung)

### Wahl zum 1. Landtag 1920
Am 13. Juni 1920 erfolgte die Wahl zum 1. Landtag.
| Landtagswahl 1920                                 | Landtagswahl 1920 | Landtagswahl 1920 | Landtagswahl 1920   |
| Partei                                            | Stimmanteil in %  | Sitze             | Veränderung (Sitze) |
| ------------------------------------------------- | ----------------- | ----------------- | ------------------- |
| SPD                                               | 39,92 %           | 26 Sitze          | − 6 Sitze           |
| DNVP                                              | 22,12 %           | 14 Sitze          | + 4 Sitze           |
| DVP                                               | 15,35 %           | 10 Sitze          | + 8 Sitze           |
| USPD                                              | 7,65 %            | 5 Sitze           | + 5 Sitze           |
| Mecklenburgischer Dorfbund und Mittelstandspartei | 7,62 %            | 5 Sitze           | + 3 Sitze           |
| DDP                                               | 6,95 %            | 4 Sitze           | − 13 Sitze          |

An 100 % fehlende Stimmen = nicht im Landtag vertretene Wahlvorschläge
Liste der Mitglieder des Landtages (Freistaat Mecklenburg-Schwerin) (1. Wahlperiode)

### Wahl zum 2. Landtag 1921
Am 13. März 1921 erfolgte die Wahl zum 2. Landtag.
| Landtagswahl 1921                                     | Landtagswahl 1921 | Landtagswahl 1921 | Landtagswahl 1921   |
| Partei                                                | Stimmanteil in %  | Sitze             | Veränderung (Sitze) |
| ----------------------------------------------------- | ----------------- | ----------------- | ------------------- |
| SPD                                                   | 41,74 %           | 28 Sitze          | + 2 Sitze           |
| DNVP                                                  | 22,22 %           | 15 Sitze          | + 1 Sitz            |
| DVP                                                   | 17,49 %           | 12 Sitze          | + 2 Sitze           |
| Mecklenburgischer Dorfbund (Landbund)                 | 5,88 %            | 4 Sitze           | − 1 Sitz            |
| KPD                                                   | 4,64 %            | 3 Sitze           | + 3 Sitze           |
| DDP                                                   | 4,27 %            | 3 Sitze           | − 1 Sitz            |
| Wirtschaftspartei des mecklenburgischen Mittelstandes | 2,96 %            | 2 Sitze           | + 2 Sitze           |

An 100 % fehlende Stimmen = nicht im Landtag vertretene Wahlvorschläge
Liste der Mitglieder des Landtages (Freistaat Mecklenburg-Schwerin) (2. Wahlperiode)

### Wahl zum 3. Landtag 1924
Am 17. Februar 1924 erfolgte die Wahl zum 3. Landtag.
| Landtagswahl 1924                  | Landtagswahl 1924 | Landtagswahl 1924 | Landtagswahl 1924   |
| Partei                             | Stimmanteil in %  | Sitze             | Veränderung (Sitze) |
| ---------------------------------- | ----------------- | ----------------- | ------------------- |
| DNVP                               | 28,93 %           | 19 Sitze          | + 4 Sitze           |
| SPD                                | 22,77 %           | 15 Sitze          | − 13 Sitze          |
| Deutschvölkische Freiheitspartei   | 19,30 %           | 13 Sitze          | + 13 Sitze          |
| KPD                                | 13,61 %           | 9 Sitze           | + 6 Sitze           |
| DVP                                | 7,28 %            | 5 Sitze           | − 7 Sitze           |
| DDP                                | 3,57 %            | 2 Sitze           | − 1 Sitz            |
| Wirtschaftsbund für Stadt und Land | 1,56 %            | 1 Sitz            | + 1 Sitz            |

An 100 % fehlende Stimmen = nicht im Landtag vertretene Wahlvorschläge
Liste der Mitglieder des Landtages (Freistaat Mecklenburg-Schwerin) (3. Wahlperiode)

### Wahl zum 4. Landtag 1926
Am 6. Juni 1926 erfolgte die Wahl zum 4. Landtag.
| Landtagswahl 1926                                 | Landtagswahl 1926 | Landtagswahl 1926 | Landtagswahl 1926   |
| Partei                                            | Stimmanteil in %  | Sitze             | Veränderung (Sitze) |
| ------------------------------------------------- | ----------------- | ----------------- | ------------------- |
| SPD                                               | 39,90 %           | 20 Sitze          | + 5 Sitze           |
| DNVP                                              | 22,65 %           | 12 Sitze          | − 5 Sitze           |
| Deutschvölkische Freiheitspartei                  | 9,37 %            | 5 Sitze           | − 8 Sitze           |
| DVP                                               | 8,39 %            | 4 Sitze           | − 1 Sitz            |
| KPD                                               | 6,61 %            | 3 Sitze           | − 6 Sitze           |
| Wirtschaftspartei des Mecklenburger Mittelstandes | 5,78 %            | 3 Sitze           | + 2 Sitz            |
| DDP                                               | 3,04 %            | 2 Sitze           | ± 0 Sitze           |
| Gruppe für Volkswohlfahrt                         | 2,61 %            | 1 Sitz            | + 1 Sitz            |

An 100 % fehlende Stimmen = nicht im Landtag vertretene Wahlvorschläge
Liste der Mitglieder des Landtages (Freistaat Mecklenburg-Schwerin) (4. Wahlperiode)

### Wahl zum 5. Landtag 1927
Am 22. Mai 1927 erfolgte die Wahl zum 5. Landtag. Am 11. Dezember 1927 fand in Grambow-Wendischhof und Sietow eine Wiederholungswahl statt, deren Ergebnisse mit dargestellt sind.
| Landtagswahl 1927                                 | Landtagswahl 1927 | Landtagswahl 1927 | Landtagswahl 1927   |
| Partei                                            | Stimmanteil in %  | Sitze             | Veränderung (Sitze) |
| ------------------------------------------------- | ----------------- | ----------------- | ------------------- |
| SPD                                               | 40,74 %           | 21 Sitze          | + 1 Sitz            |
| DNVP                                              | 21,97 %           | 11 Sitze          | − 1 Sitz            |
| Wirtschaftspartei des Mecklenburger Mittelstandes | 10,69 %           | 6 Sitze           | + 3 Sitze           |
| DVP                                               | 7,91 %            | 4 Sitze           | ± 0 Sitze           |
| Deutschvölkische Freiheitspartei                  | 5,70 %            | 3 Sitze           | − 2 Sitze           |
| KPD                                               | 5,06 %            | 3 Sitze           | ± 0 Sitze           |
| Gruppe für Volkswohlfahrt                         | 3,22 %            | 2 Sitze           | + 1 Sitz            |
| DDP                                               | 2,91 %            | 2 Sitze           | ± 0 Sitze           |

An 100 % fehlende Stimmen = nicht im Landtag vertretene Wahlvorschläge
Liste der Mitglieder des Landtages (Freistaat Mecklenburg-Schwerin) (5. Wahlperiode)

### Wahl zum 6. Landtag 1929
Am 23. Juni 1929 erfolgte die Wahl zum 6. Landtag.
| Landtagswahl 1929                                                                             | Landtagswahl 1929 | Landtagswahl 1929 | Landtagswahl 1929   |
| Partei                                                                                        | Stimmanteil in %  | Sitze             | Veränderung (Sitze) |
| --------------------------------------------------------------------------------------------- | ----------------- | ----------------- | ------------------- |
| Einheitsliste nationaler Mecklenburger (*)                                                    | 44,58 %           | 23 Sitze          | − 1 Sitz            |
| SPD                                                                                           | 38,35 %           | 20 Sitze          | − 1 Sitz            |
| KPD                                                                                           | 5,23 %            | 3 Sitze           | ± 0 Sitze           |
| NSDAP                                                                                         | 4,05 %            | 2 Sitze           | + 2 Sitze           |
| DDP                                                                                           | 2,85 %            | 1 Sitz            | − 1 Sitz            |
| Mecklenburgische Bauernpartei (wirtschaftliche Einheitsfront mittlerer und kleiner Landwirte) | 2,57 %            | 1 Sitz            | + 1 Sitz            |
| Gruppe für Volkswohlfahrt                                                                     | 2,37 %            | 1 Sitz            | − 1 Sitz            |

An 100 % fehlende Stimmen = nicht im Landtag vertretene Wahlvorschläge
(*) (DNVP, Wirtschaftspartei des mecklenburgischen Mittelstandes, DVP, Deutschvölkische Freiheitspartei und Landvolkpartei)
Liste der Mitglieder des Landtages (Freistaat Mecklenburg-Schwerin) (6. Wahlperiode)

### Wahl zum 7. Landtag 1932
Am 5. Juni 1932 erfolgte die Wahl zum 7. Landtag.
| Landtagswahl 1932                            | Landtagswahl 1932 | Landtagswahl 1932 | Landtagswahl 1932   |
| Partei                                       | Stimmanteil in %  | Sitze             | Veränderung (Sitze) |
| -------------------------------------------- | ----------------- | ----------------- | ------------------- |
| NSDAP                                        | 48,98 %           | 30 Sitze          | + 28 Sitze          |
| SPD                                          | 29,97 %           | 18 Sitze          | − 2 Sitze           |
| DNVP                                         | 9,09 %            | 5 Sitze           | nicht darstellbar   |
| KPD                                          | 7,44 %            | 3 Sitze           | + 1 Sitz            |
| Bürgerliche Arbeitsgemeinschaft der Mitte    | 2,18 %            | 1 Sitz            | + 1 Sitz            |
| Arbeitsgemeinschaft nationaler Mecklenburger | 2,07 %            | 1 Sitz            | + 1 Sitz            |

An 100 % fehlende Stimmen = nicht im Landtag vertretene Wahlvorschläge
Liste der Mitglieder des Landtages (Freistaat Mecklenburg-Schwerin) (7. Wahlperiode)

## Reichstagswahl 1933
Nach der Reichstagswahl vom 5. März 1933 wurde der 8. Landtag aufgrund des Gleichschaltungsgesetzes analog zu diesem Wahlergebnis neu gebildet.
| Reichstagswahl 1933         | Reichstagswahl 1933 | Reichstagswahl 1933 | Reichstagswahl 1933 |
| Partei                      | Stimmanteil in %    | Sitze               | Veränderung (Sitze) |
| --------------------------- | ------------------- | ------------------- | ------------------- |
| NSDAP                       | 48,54 %             | 24 Sitz             | − 4 Sitze           |
| SPD                         | 24,51 %             | 12 Sitze            | − 6 Sitze           |
| Kampffront Schwarz-Weiß-Rot | 16,79 %             | 8 Sitz              | + 3 Sitze           |
| KPD                         | 7,30 %              | 4 Sitz              | + 1 Sitz            |

An 100 % fehlende Stimmen = nicht im Landtag vertretene Wahlvorschläge
Liste der Mitglieder des Landtages (Freistaat Mecklenburg-Schwerin) (8. Wahlperiode)